# Cleveland International Records
La Cleveland International Records è una casa discografica indipendente creata nel 1977 da Steve Popovich. Uno dei primi album prodotti dalla casa è stato Bat Out of Hell, di Jim Steinman e Meat Loaf, nel 1977, album che vendette oltre 34 milioni di copie in tutto il mondo. Ha anche prodotto, tra gli altri, album di B.J. Thomas e The Irish Rovers. La compagnia ha vinto nel 2005 una causa legale con la Sony Music che aveva prodotto copie di Bat Out of Hell in CD senza il logo della Cleveland International.